# Tagschlaf

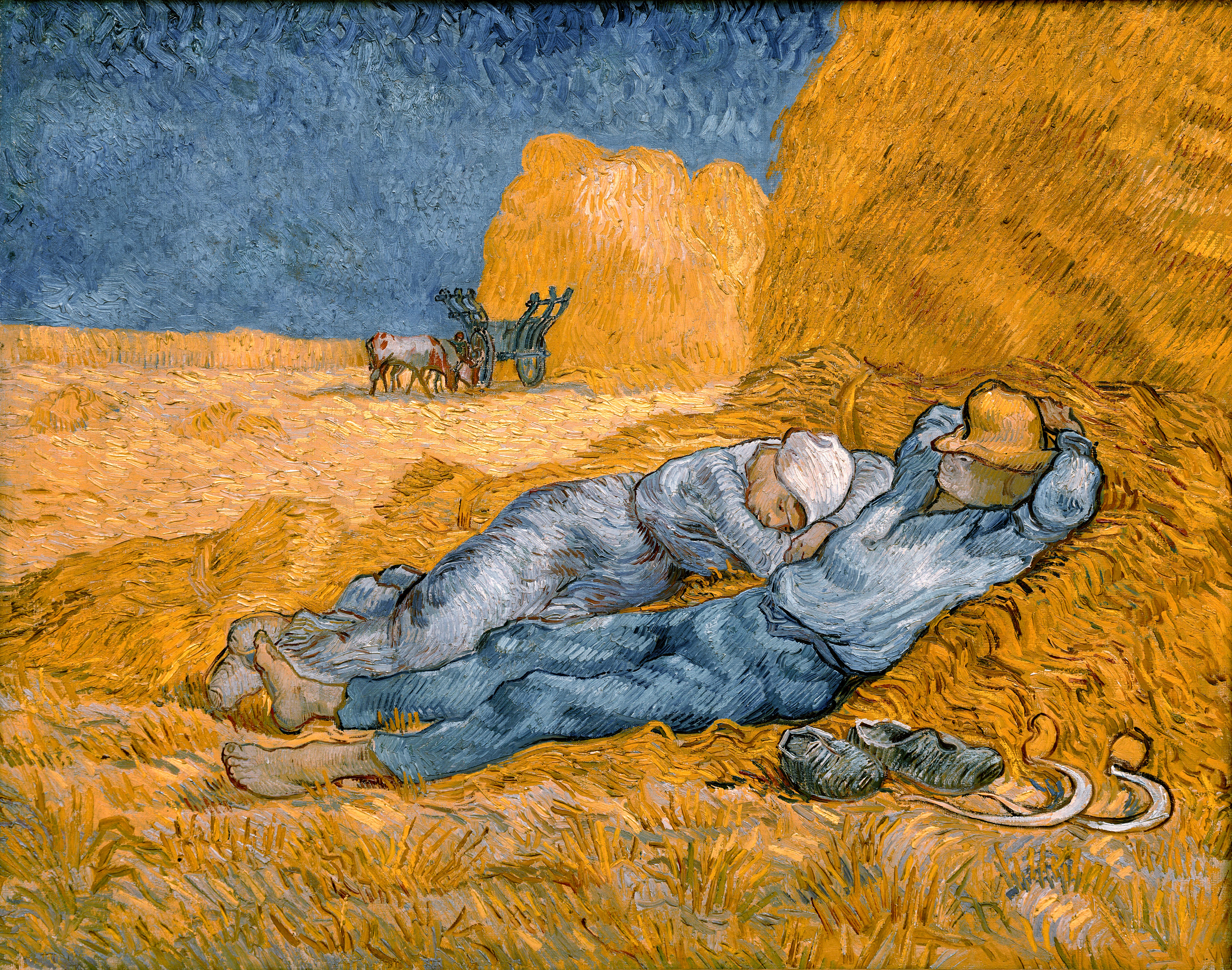
Auch in der Kunst war und ist der Tagschlaf ein Thema wie in diesem Werk von Vincent van Gogh („La Méridienne“ oder „La sieste“, nach Millet, Januar 1890).

Tagschlaf (auch: Tagschlafepisode) bezeichnet einen Kurzschlaf außerhalb der nächtlichen Hauptschlafphase. Am bekanntesten ist er in Form des Mittagsschlafes. Um das Großhirn zu regenerieren und Schlaftrunkenheit zu vermeiden, sollte der Kurzschlaf vor Eintritt in den Tiefschlaf enden. Nach Meinung von Schlafforschern erhöht sich durch einen kurzen Tagschlaf die Konzentrations-, Leistungs- und Reaktionsfähigkeit. Es gibt verschiedene umgangssprachliche Ausdrücke wie Druseln, Schläfchen, Nickerchen, Dösen, Vormittagsschlaf, Mittagsschlaf oder Nachmittagsschlaf. Die systematische Einhaltung mehrerer Schlafphasen nennt sich Polyphasischer Schlaf.
Das Nickerchen in der Öffentlichkeit wird in Japan als Inemuri bezeichnet. In verschiedenen Kulturen werden kurze regenerative Pausen wie die spanische und lateinamerikanische Siesta gepflegt.
In Japan ist es schon lange üblich, in der U-Bahn, auf der Parkbank, am Arbeitsplatz oder sogar in Konferenzen kurz ein Nickerchen zu machen. Als Kraftnickerchen, Energieschlaf, catnap, Nicker, power nap oder Superschlaf bzw. power napping bezeichnet, hat diese Gewohnheit inzwischen ihren Weg auch in manches deutsche Unternehmen gefunden. Um vom täglichen Stress abschalten zu können, bieten fernöstliche und US-amerikanische Firmen eigene Ruheräume an. Durch die kurze Schlafphase sollen Mitarbeiter neue Energie tanken. Auch in Deutschland stellen manche Unternehmen ihren Mitarbeitern entsprechende Räumlichkeiten zur Verfügung. Hierzu zählen unter anderem der Automobilhersteller Opel, die Fluggesellschaft Lufthansa und der Chemiekonzern BASF SE. Noch vor den privaten Unternehmen führte die Stadtverwaltung der Gemeinde Vechta im Jahr 2000 das „Dösen“ ein.
Hierbei sollte jedoch vermieden werden, länger als 20 bis 30 Minuten zu schlafen, da man nach etwa dieser Zeit in tiefere Schlafphasen fällt, was die Leistungsfähigkeit zwar kurzfristig steigert, dann jedoch schnell wieder abfallen lässt.
Ein paar Minuten Schlaf zu Mittag steigern nicht nur die Leistungsfähigkeit, sondern senken auch das Risiko, einen Herzinfarkt zu erleiden. Einer griechischen Studie mit 23.500 Probanden zufolge senkt der Mittagsschlaf das Herzinfarktrisiko um 37 Prozent.
Ein vor allem bei Kleinkindern auftretendes, plötzliches Erwachen aus dem Mittagsschlaf mit panikartigen Angstgefühlen ist der Pavor diurnus.
Der Schriftsteller Ben Rakidžija schrieb eine philosophische Kulturgeschichte des Tagschlafes. In seinem Buch Verteidigung des Mittagsschlafs behandelt er u. a. die Frage, wie der Tagschlaf zur Eudaimonie und einem gelingenden Leben beitragen kann.